# Mary Dillwyn
Mary Dillwyn (1816 – Arthog, dicembre 1906) è stata una fotografa britannica.
Viene considerata la prima fotografa del Galles, attiva negli anni Quaranta e Cinquanta dell'Ottocento, mentre il fratello maggiore John Dillwyn Llewelyn (1810-1882), botanico, astronomo, inventore e fotografo, sarebbe stato anche lui un pioniere, tra i primi fotografi del Galles. Viene inoltre accreditata per essere la prima ad aver fotografato un sorriso in Gran Bretagna: quello del nipote, William Mansel Llewelyn.

## Biografia
Figlia di Lewis Weston Dillwyn (1778–1855), un importante industriale di Swansea e proprietario dell'azienda di ceramiche artistiche Cambrian Pottery, e di Mary Adams (1776–1865), ebbe altri tre fratelli e sorelle tra cui il primogenito John Dillwyn (1810–1882), che alla morte del nonno materno, il colonnello John Llewelyn, ereditò le proprietà nei pressi di Swansea ed aggiunse anche il cognome "Llewelyn" al proprio e fu anche imparentato con William Henry Fox Talbot in quanto nel 1833 ne sposò la nipote Emma Thomasina.
Nonostante il suo lavoro venisse spesso oscurato dalla notorietà del fratello, lei non divenne una professionista poiché non ne ebbe mai bisogno provenendo da una famiglia molto agiata. Le sue immagini riflettono soprattutto la sua famiglia, la sua casa, le sue amiche, animali, nature morte con esemplari di fiori coltivati nella residenza di famiglia a Penllergare e persino le bambole dei bambini. Molte delle sue immagini finirono negli album del fratello anche se firmate "MD", grazie alla quale è stato possibile per gli storici ricostruire, non solo la storia di questa fotografa, ma anche l'ambiente nel quale le foto furono scattate. 
Il lavoro di Dillwyn viene considerato notevole anche per un altro motivo: i ritratti di quel periodo venivano realizzati in studio e presentavano una certa "freddezza" della persona raffigurata, mentre i ritratti di Mary furono quasi tutti realizzati all'esterno in momenti informali e di sostanziale rilassatezza di coloro che venivano ripresi, raggiungendo in questo modo una sorta di apparente spontaneità. Inoltre, fu la prima a fotografare un pupazzo di neve nel giardino di casa e a riprendere una bimba che si intrufolò, sbirciando, mentre Dillwyn stava fotografando due donne con cuffie di pizzo, comparendo all'interno del fotogramma.
Dillwyn preferì utilizzare una piccola macchina fotografica che aveva tempi di esposizione più brevi rispetto alle macchine più grandi che usavano i suoi colleghi maschi (che avevano però il pregio di offrire una migliore nitidezza), in genere circa 8,8cm x 11,1cm. Le stampe erano per la maggior parte dei calotipi, il procedimento di stampa al cloruro d'argento messo a punto da Talbot che ebbe notevole influenza nella famiglia Dillwyn, oltreché nella storia della fotografia. La sua carriera fotografica fu abbastanza breve, terminò verso la fine degli anni Cinquanta, probabilmente in concomitanza del suo matrimonio con il reverendo Montague Earle Welby (1827-1910), figlio a sua volta del reverendo John Earle Welby, avvenuto nel 1857 a Sketty, divenuto in seguito un quartiere di Swansea. 
Il trasferimento dei coniugi nella città industriale di Swansea, molto inquinata e rumorosa, con una routine domestica assai diversa da quella vissuta fino ad allora, possibili contrasti familiari in merito alla "decenza femminile" circa la prosecuzione dell'attività fotografica o l'eccessivo sviluppo commerciale della fotografia nella seconda parte del secolo, possono essere fra i motivi ad averla convinta a disinteressarsi della fotografia per il resto della sua vita. Non ebbe figli.

## Galleria d'immagini

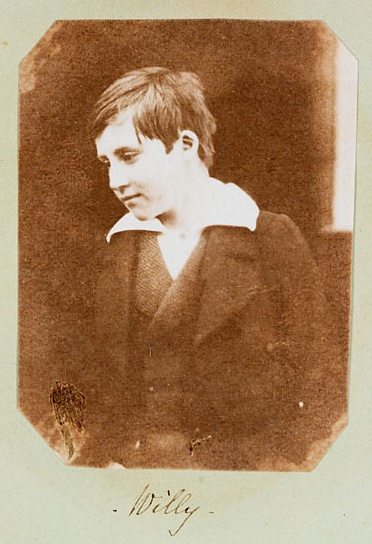
Willy sorridente alias William Mansel (1838-1866), 1853
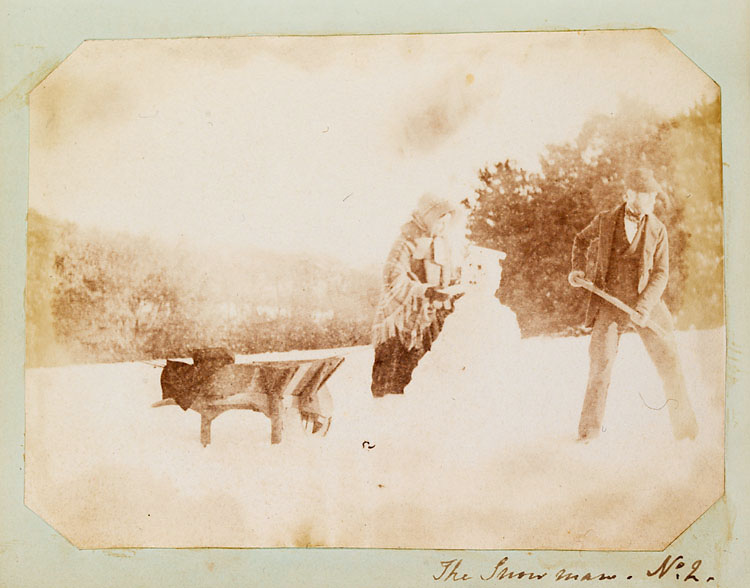
Il pupazzo di neve n. 2, 1853
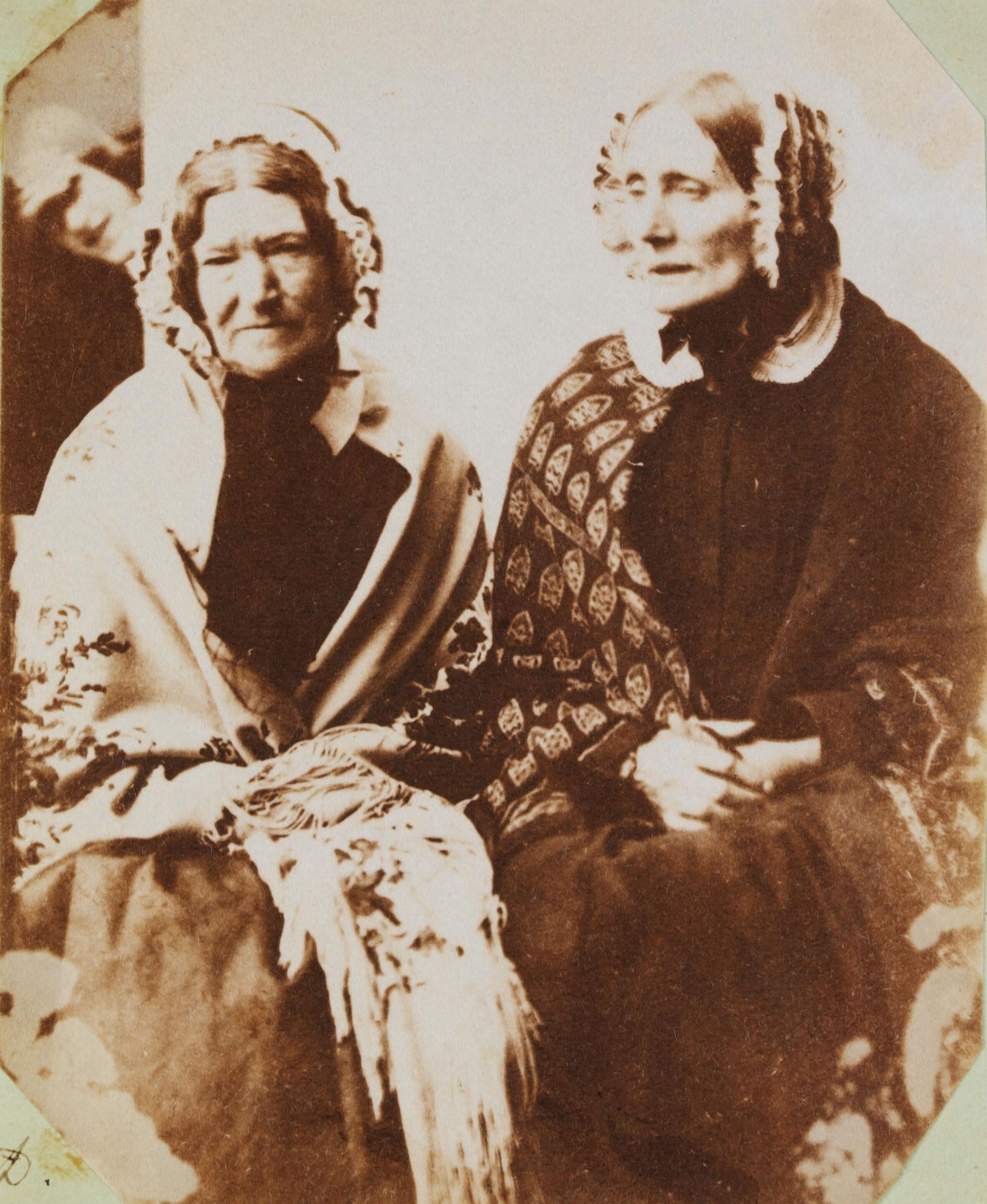
Sally e Mrs Reed, 1853 circa
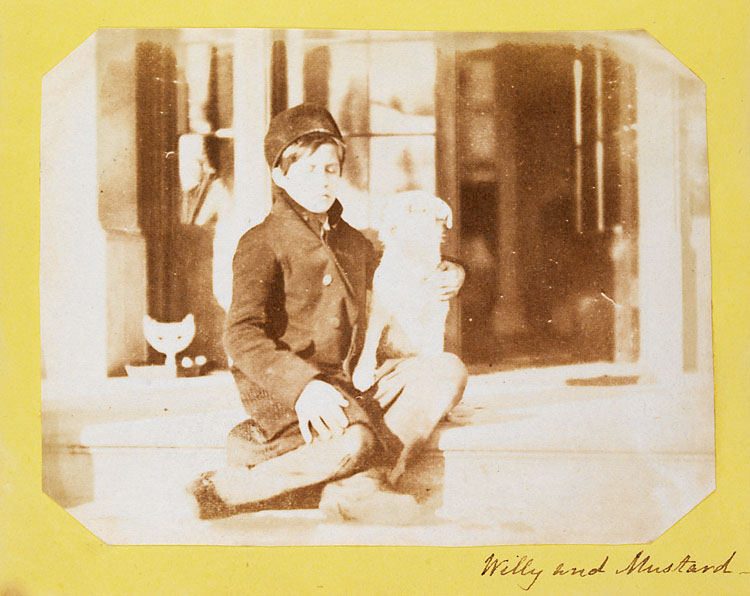
Willy e Mustard, 1853 circa
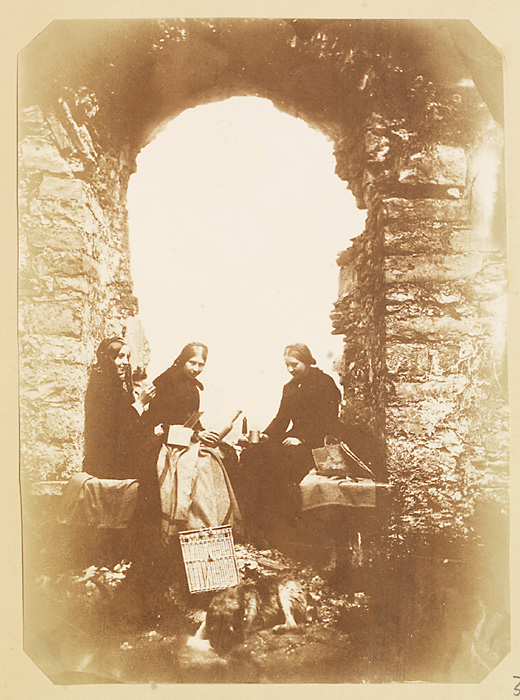
Picnic al Castello di Oystermouth, Dulcie Vivian, Caroline Eden e Henrietta Vivian, anni '50
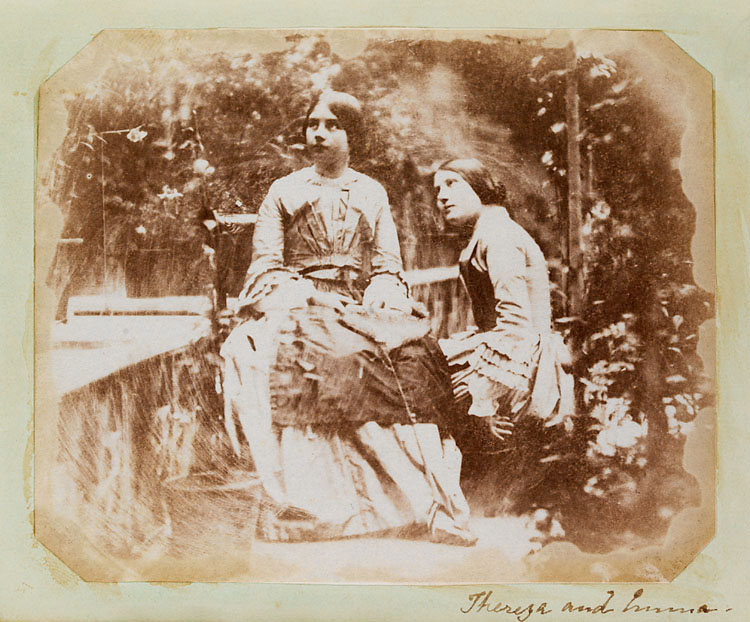
Thereza ed Emma, senza data